# عفير
عُفَيْر  أو يَعْفُور  كان حمار يستقله النبي محمد. وكان يعصف به سرجا. وهناك العديد من الروايات عن هذا الحمار، لكن الحادثة المنتشرة والمعروفة أنه تم تسجيل هذا الحمار كهدية من حاكم مصر البيزنطيي بين عامي 628 و632 م (8-11 ه). وقيل ان هذا الحمار انتحر باليأس بعد موت نبينا محمد إذ قام بإلقاء نفسه في بئر وعلى الرغم من ان هذه الروايات لا يمكن الاعتماد عليها في دراسات الحديث بعد موت محمد.